# Герасимов, Виталий Петрович
Вита́лий Петро́вич Гера́симов (род. 9 июля 1977, Казань, Татарская АССР, СССР) — российский военачальник. Начальник Казанского высшего танкового командного училища с июль 2024. Генерал-лейтенант (2022).
В начале марта 2022 года в нескольких источниках появились сообщения о смерти Герасимова во время вторжения на Украину, однако впоследствии они не подтвердились.

## Биография
Родился 9 июля 1977 года в Казани Татарской АССР.
В 1999 году окончил Казанский филиал Челябинского высшего танкового командного училища имени 50-летия Великого Октября.
С 1999 по 2005 год проходил службу на должностях командира танкового взвода, командира танковой роты, начальника штаба учебного танкового батальона в Северо-Кавказском и Дальневосточном военных округах.
С 2005 по 2007 год — слушатель Общевойсковой академии Вооружённых сил Российской Федерации.
С 2007 по 2010 год — командир мотострелкового батальона в Северо-Кавказском военном округе.
С 2010 по 2013 год — начальник штаба — заместитель командира 74-й отдельной гвардейской мотострелковой Звенигородско-Берлинской бригады 41-й общевойсковой армии Центрального военного округа (г. Юрга, Кемеровская область).
С 2013 по 2014 год — командир 15-й отдельной гвардейской мотострелковой Александрийской бригады 2-й гвардейской общевойсковой армии Центрального военного округа, в/ч 90600, посёлок городского типа Рощинский (Самарская область).
С 2014 по 2017 год — начальник кафедры тактики Общевойсковой академии Вооружённых сил Российской Федерации.
11 июня 2016 года присвоено воинское звание генерал-майора.
С 2017 по 2019 год — слушатель факультета национальной безопасности и обороны государства Военной академии Генерального штаба Вооружённых сил Российской Федерации.
С 2019 по 2020 год — командир 90-й гвардейской танковой Витебско-Новгородской дважды Краснознамённой дивизии (г. Екатеринбург).
С 2020 года по 2022 год — начальник штаба — первый заместитель командующего 41-й общевойсковой армией Центрального военного округа (г. Новосибирск).
С мая 2022 года — командующий 36-й общевойсковой армией Восточного военного округа.
В 2022 году присвоено звание генерал-лейтенанта.
В июле 2024 года назначен начальником Казанского танкового училища.
Женат. Есть сын.

## Участие в боевых действиях
Участник боевых действий во Второй чеченской войне, операции России в Сирии и вторжении России на Украину.

### Сообщения о гибели
Информационное агентство Рейтер, проверяя сообщение ГУР МО Украины о том, что Герасимов был убит под Харьковом, отметило: «Получить комментарий в Министерстве обороны России не удалось. Рейтер не смог проверить сообщение». Корреспондент издания Foreign Policy в Министерстве обороны США Джек Детч заявил, что «США не подтверждают, что российский генерал-майор Виталий Герасимов был убит на Украине». Русская служба радиостанции «Голоса Америки» заявила: «Официального подтверждения смерти генерал-майора с российской стороны нет. Доказательств того, что генерал жив, также не предоставлено». Христо Грозев, руководитель интернет-издания Bellingcat, со ссылкой на анонимный российский источник и перехват переговоров офицеров ФСБ заявил, что смерть Герасимова удалось подтвердить. Позже со ссылкой на Леонида Волкова (руководителя предвыборного штаба А. Навального) интернет-издание MIGnews сообщило, что Герасимов был похоронен в Екатеринбурге, также отметив что «о смерти и похоронах генерала российская пресса официально не сообщала». Однако впоследствии Герасимов несколько раз появился на видеозаписях и продолжил участвовать во вторжении.

## Награды
- Орден «За заслуги перед Отечеством» 4-й степени с мечами[4].
- Орден Александра Невского (2022).
- Орден Мужества[4].
- Орден «За военные заслуги»[4].
- Медаль ордена «За заслуги перед Отечеством» 2 степени[4].
- Медаль «За воинскую доблесть» 1 степени[4].
- Медаль «За отличие в военной службе» 1, 2 и 3 степеней[4].
- Медаль «За возвращение Крыма»[4].
- Медаль «Участнику военной операции в Сирии»[4].